# Monika Thormann
Monika Ingrid Thormann, född 31 juli 1958 i Köping, är en svensk författare och frilansjournalist.

## Biografi
Monika Thormanns föräldrar kom till Sverige som flyktingar från DDR på 50-talet. Hon växte upp i Handen med tre syskon och hennes första språk var tyska. Eftersom familjen aldrig kunde resa tillbaka till DDR talade de med åren mer och mer svenska. Thormann började 1978 på ämneslärarlingen i Stockholm och arbetade 1982–2023 som gymnasielärare i svenska, religion och journalistik.  År 2013 gick hon en kurs i journalistik på Poppius journalistskola.
Thormann debuterade 2003 med barnboken Kristine!, som illustrerades av Filippa Widlund. Boken handlar om en flicka som bor på en båt i Berlin 1939 och bygger på moderns barndom i andra världskrigets Tyskland.  År 2007–2009 skrev Thormann elva noveller i ett läromedel för högstadiet och gymnasiet med titeln Tackla läsförståelse – skönlitteratur. År 2012 vann hon novelltävlingen Leva sin dröm med en berättelse som gavs ut på Hoi förlag. Den handlar om den unga Sanja som drömmer om att bli författare och hur det förverkligas.  
År 2013 publicerades novellerna Vid vägs ände och Munnen i den svenska tidskriften Bonne nouvelle. 2022 släpptes romanen Longingforlove.se på Ordalagets bokförlag som är en feelgoodroman om Cecilia och Ruben och upplevda problem med vuxendejtning.